# ヘッケ作用素
ヘッケ作用素（ヘッケさようそ、英: Hecke operator）とは、ウェイト{\displaystyle k}の正則保型形式に作用する作用素。モーデル作用素を拡張して定義される。

## 定義
{\displaystyle f}をウェイト{\displaystyle k}の正則保型形式{\displaystyle M_{k}(\Gamma )}と仮定する。
(ただし、{\displaystyle \Gamma :=SL_{2}(\mathbb {Z} )}である。)
このとき、{\displaystyle m\geq 1}に対して、ヘッケ作用素{\displaystyle T_{k}(m):M_{k}(\Gamma )\rightarrow M_{k}(\Gamma )}は、
{\displaystyle {\begin{aligned}(T_{k}(m)f)(z)&:=m^{k-1}\sum _{ad=m}\sum _{b=0}^{d-1}d^{-k}f\left({\frac {az+b}{d}}\right)\\&=\sum _{n=0}^{\infty }\left(\sum _{d|(m,n)}d^{k-1}a\left({\frac {mn}{d^{2}}},f\right)\right)q^{n}\\&=\sigma _{k-1}(m)a(0,f)+\sum _{n=1}^{\infty }\left(\sum _{d|(m,n)}d^{k-1}a\left({\frac {mn}{d^{2}}},f\right)\right)q^{n},\end{aligned}}}
によって定義される。
ただし、{\displaystyle \sigma _{k}(n):=\sum _{d|n}d^{k}}、また、{\displaystyle a(n,f)}は
正則保型形式{\displaystyle f}のフーリエ係数である。
{\displaystyle f=\sum _{n=0}^{\infty }a(n,f)q^{n}.}

## ヘッケ環
作用素{\displaystyle T_{k}(m)}は関係式
{\displaystyle T_{k}(m)T_{k}(n)=T_{k}(n)T_{k}(m)=\sum _{d|(m,n)}d^{k-1}T_{k}\left({\frac {mn}{d^{2}}}\right),}
を満足するので、{\displaystyle \mathbb {T} _{k}:=\mathbb {C} \left[T_{k}(m)|m=1,2\cdots \right]}は可換な{\displaystyle \mathbb {C} }
代数を構成する。この{\displaystyle \mathbb {T} _{k}}をヘッケ環と呼ぶ。
(ただし、ヘッケ環は、制限を加えたものや、局所的な類似など他にもいろいろとある。)